# Maximilián
A Maximilián a latin Maximilianus férfinév rövidülése, ami vagy a Maximus (magyarul Maxim) továbbképzése, vagy a Maximus és az Aemilianus (magyarul Emil) összevonása.

## Gyakorisága
Az 1990-es években szórványos név, a 2000-es években nem szerepel a 100 leggyakoribb férfinév között.

## Névnapok
- március 12.[2]
- augusztus 14.
- augusztus 21.[2]
- október 12.[2]

## Híres Maximiliánok
- Maximilian Berlitz amerikai nyelvpedagógus
- Maximilian de Angelis, magyarul: de Angelis Maximilián (1889, Budapest – 1974) (en)
- Maximilian Haas német focista
- Maximilian Kolbe lengyel ferences rendi minorita szerzetes, vértanú
- Maximilian Nagl német motorversenyző
- Maximilian Schell osztrák színész, filmrendező
- Maximilien de Robespierre (Maximilien François Marie Isidore de Robespierre) francia ügyvéd, politikus, forradalmár, a jakobinus diktatúra vezéralakja